# Фетейра (Ангра-ду-Эроишму)
Фетейра (порт. Feteira) — район (фрегезия) в Португалии, входит в округ Азорские острова. Расположен на острове Терсейра. Является составной частью муниципалитета Ангра-ду-Эроижму. Население составляет 1044 человека на 2001 год. Занимает площадь 3,08 км².